# Miguel Piñero
Miguel Piñero (ur. 19 grudnia 1946 w Gurabo, zm. 16 czerwca 1988 w Nowym Jorku) – portorykański poeta, dramaturg, scenarzysta i aktor, współzałożyciel Nuyorican Poets Cafe.

## Życiorys
Gdy miał cztery lata, wyemigrował z rodzicami do Nowego Jorku. Jego ojciec porzucił rodzinę w 1954 roku, wraz z matką przeniósł się do piwnicy i mieszkał poza dobrostanem. Pierwszy raz złamał prawo w wieku siedmiu lat, była to kradzież. Został wysłany do Juvenile Detention Center w Bronx, dzielnicy Nowego Jorku. Między trzynastym a czternastym rokiem życia dołączył do ulicznego gangu o nazwie "Smoki" (The Dragons). Zanim ukończył dwadzieścia lat, był uzależniony od narkotyków i stał się kryminalistą.
W 1972 roku, kiedy mając 25 lat był w więzieniu Sing Sing za rozbój drugiego stopnia, napisał sztukę Krótkie oczy (Short Eyes - więzienny slang - określenie mężczyzny molestującego dzieci) w ramach warsztatów więźniowej dramaturgii. Spektakl jest dramatem opartym na jego doświadczeniach w więzieniach; życiu, miłości i śmierci wśród więźniów. W 1974 roku została jego sztuka została wystawiona w Riverside Church na Manhattanie. Teatralny impresario Joseph Papp był tak zachwycony fabułą, że przeniósł produkcję na Broadway. Spektakl został mianowany do sześciu nagród Tony, otrzymał New York Critics Circle Award i Obie Award za "najlepszą sztukę roku". Przedstawienie odniosło również sukces w Europie. Piñero zdobył literacką sławę, a jego tekst Short Eyes został opublikowany w formie książki przez redakcję Hill & Wang.
W latach 70. Piñero nadal pisał i wraz z grupą artystów założył Nuyorican ("New York-Puerto Rican") Poets Cafe, gdzie można było wysłuchać poezji o Portorykańczykach w Nowym Jorku. W 1977 roku sztuka "Short Eyes" została przeniesiona na duży ekran przez Roberta M. Younga z udziałem Bruce'a Davisona oraz Piñero w roli więźnia Go-Go.
Wystąpił w jednym z odcinków serialu CBS Kojak (1977) oraz w dramacie kryminalnym Fort Apache, Bronx (1981) u boku Paula Newmana. Został uznany za utalentowanego pisarza opisującego zło społeczeństwa, chociaż w dalszym ciągu był uzależniony od narkotyków. Napisał także scenariusz do jednego z odcinków serialu NBC Policjanci z Miami (Miami Vice, 1985).
Zmarł w wieku 42. lat na marskość wątroby.

### Sztuki teatralne
- Eulogy for a Small Time Thief
- Midnight Moon at the Greasy Spoon
- Straight from the Ghetto
- The Sun Always Shines for the Cool

## Filmografia

### Filmy kinowe
- 1985: Almost You jako Ralph
- 1984: Alphabet City jako Diler
- 1983: Deal of the Century jako Molino
- 1983: Do utraty tchu (Breathless) jako Carlito
- 1981: See China and Die jako Gonzalez
- 1981: Fort Apache, Bronx (Fort Apache the Bronx) jako Hernando
- 1980: Times Square jako Roberto
- 1977: Krótkie oczy (Short Eyes) jako Go-Go

### Filmy TV
- 1979: Ulice Los Angeles (The Streets of L.A.) jako drugi Duster
- 1979: Mila Jericho (The Jericho Mile) jako Rubio
- 1977: Looking Up jako

### Seriale TV
- 1985: Policjanci z Miami (Miami Vice) jako Kolumbijski król narkotykowy
- 1985: Equalizer (The Equalizer) jako Pracownik nieetatowy
- 1984: Policjanci z Miami (Miami Vice) jako Esteban Calderone
- 1977: Baretta jako Valdez
- 1977: Kojak jako Rudy